# 高垣松雄
高垣 松雄（たかがき まつお、1890年12月13日 - 1940年9月13日）は、アメリカ文学者。立教大学文学部教授、文学部英文学科長。日本で初めてアメリカ文学を専門に研究した人とされ、日本におけるアメリカ文学研究の権威として基礎を築いた。

## 人物・経歴
神奈川県横須賀市生まれ。早稲田大学文科を中退した後、1919年（大正8年）立教大学英文科卒業。大学卒業後すぐに、旧制立教中学校の英語教師となるが、同年夏にハワイのザ・フレンド・ピース奨学生の銓衡試験をパスして、ホノルルにある、孫文や第44代アメリカ大統領のバラク・オバマも学んだプナホ・アカデミーに留学。翌1920年（大正9年）にはシカゴ大学に入学。
病のため1921年（大正10年）に帰国し、1922年（大正11年）立教大学文学部教授に就任。杉田未来の筆名をもってアメリカ文学を論じ、「英語青年」「英語研究」などに寄稿する。
1927年（昭和2年）に「アメリカ文学」を出版し、日本におけるイギリス文学から独立したアメリカ文学論として注目される。大学ではアメリカ文学とイギリス文学を講じた。ヴァン・ワイク・ブルックス、S.アンダーソン、W.フランクらの同時代の文学を見事なまでに消化して日本に紹介した。
1936年（昭和11年）に立教大学文学部英文学科長となった。数種の翻訳のほかに雑誌「新英米文学」を刊行し、「英語英文学講座」も出版した。
1939年（昭和14年）に開設にされた日本最初のアメリカ研究所となる「立教大学アメリカ研究所」の創設に尽力するとともに、日本各地のアメリカ文学研究の新進の育成にも心を配るなど、日本におけるアメリカ文学研究の基礎を築いた。学界の最高権威であり、立教大学における至宝的存在とされた。
第一次大戦後のアメリカ文学の紹介を行い、日本で初めてアメリカ文学を専門に研究した人とされる。
立教大学アメリカ研究所へ蔵書を寄贈
アメリカ文学の貴重な資料（洋書106部・106冊、和書100部・148冊）を立教大学アメリカ研究所へ寄贈した。この寄贈は研究所の関係者はもとより、全学において賞賛され、蔵書の目録は当時の立教学院学報（1940年10月17日付）に掲載されている。

## 門下生
- 杉木喬（立教大学名誉教授）
- 細入藤太郎（立教大学教授、立教時代の教え子）

## 著書
- アメリカ文学 研究社 1927
- 英文の鑑賞と分析 健文社 1933
- ドライサー 研究社英米文学評伝叢書 研究社出版 1933
- 現代アメリカ文学 健文社 1935
- サンドバーグ 研究社英米文学評伝叢書 研究社出版 1939
- アメリカ文学小史 三省堂 1941 (語学文庫)
- アメリカ文学論 研究社 1941
- 現代のアメリカ文学 竜口直太郎、杉木喬共編 三省堂 1941
- アメリカ文学の歴史的背景 文芸春秋新社 1946
- 現代アメリカ文学論集 杉木喬共著 玄理社 1948

## 翻訳
- ジェニー・ゲルハート / ドライサー  世界文学全集 新潮社 1931 のち文庫
- スケッチ・ブック / アーヴイング 岩波文庫 1935